# Marius Meremans
Pour les articles homonymes, voir Meremans.
Marius Meremans, né le 20 mai 1967 à Termonde, est un homme politique belge flamand, membre de N-VA.
Il est régent en latin, français, anglais, histoire (1988) et enseignant.

## Fonctions politiques
- 1997-2000 et 2013- : conseiller communal à Termonde
  - 2007-2012 : échevin à Termonde
- député au Parlement flamand :
  - depuis le 9 janvier 2013 en remplacement de Lieven Dehandschutter
  - depuis le 25 mai 2014